# Paradis (Flandre-Occidentale)
Pour les articles homonymes, voir Paradis (homonymie).
Paradis, en néerlandais Paradijs est un hameau de la  province de Flandre-Occidentale, en Belgique qui fait partie de la commune de Menin dans la section de Rekkem. Paradis se trouve à la frontière de la Flandre avec la France et la Wallonie et est coupé du centre du village de Rekkem par l'autoroute A14/E17. Paradis a sa propre paroisse, du nom de la Sainte Vierge des pauvres . 

## Toponymie
Les noms francophones comme néerlandophones proviennent du nom d'une auberge du XVIIe siècle qui s'appelait Le paradis. 

## Histoire
Le hameau de Paradis est indiqué sur l'atlas des chemins vicinaux datant du milieu du XIXe siècle. Le hameau a connu un fort développement en raison de la croissance de l'industrie dans le nord de la France.

## Lieu d'intérêt
L'église paroissiale Sainte Vierge des pauvres a été érigée en 1979. Il s'agit d'une église moderne avec un clocher en béton séparé. 

## Villages et hameaux à proximité
Paradis est situé entre les hameaux de Dronckaert et du Purgatoire (vagevuur). 
Les villages à proximité sont : Neuville-en-Ferrain, Rekkem, Mouscron